# Leon Langakis
Leon Langakis (gr. Λέων Λαγγάκης) – grecki strzelec.
Langakis brał udział w Letnich Igrzyskach Olimpijskich 1896 w Atenach, rywalizując w konkurencji karabinu dowolnego w trzech postawach. Nie ukończył zawodów.